# Arg-e Now Jūy
Arg-e Now Jūy (persiska: ‘Arq-i-Nu Jūi, ارگ نو جوی, Arqeh-ye Now Jūy, Arg-e Now Jūdī, Arg Now Jūy) är en ort i Iran.   Den ligger i provinsen Khorasan, i den nordöstra delen av landet, 500 km öster om huvudstaden Teheran. Arg-e Now Jūy ligger 1 370 meter över havet och antalet invånare är 763.
Terrängen runt Arg-e Now Jūy är platt åt nordost, men åt sydväst är den kuperad.Runt Arg-e Now Jūy är det ganska glesbefolkat, med 29 invånare per kvadratkilometer. Arg-e Now Jūy är det största samhället i trakten. Trakten runt Arg-e Now Jūy består i huvudsak av gräsmarker.